# Podascon dellavallei
Podascon dellavallei är en kräftdjursart som beskrevs av Giard och Bonnier 1889. Podascon dellavallei ingår i släktet Podascon och familjen Podasconidae. Inga underarter finns listade i Catalogue of Life.